# Světový pohár v biatlonu 2015/2016 – Östersund

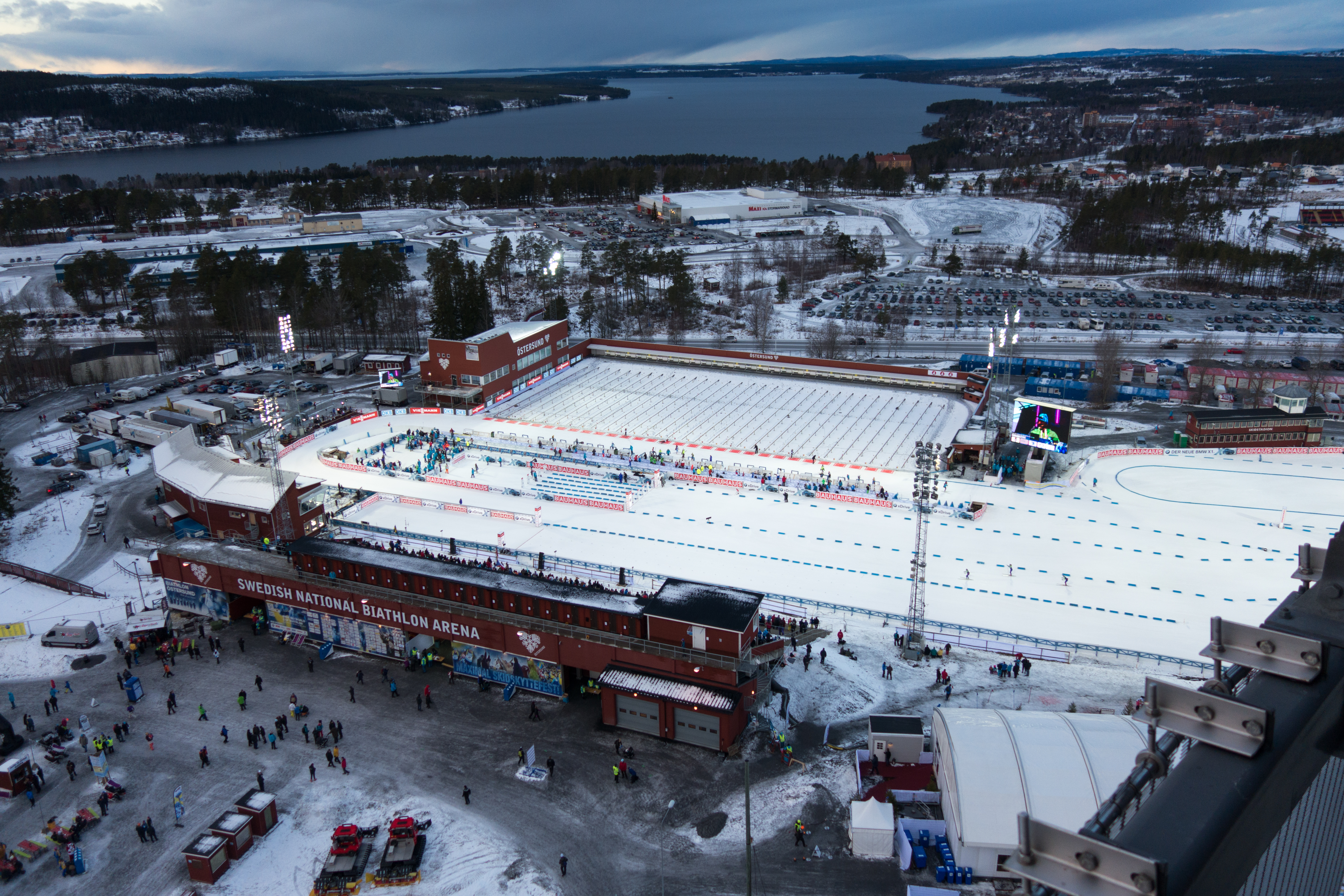
Dějiště světového poháru Skidskyttestadion ve švédském Östersundu (2015)

1. podnik Světového poháru v biatlonu v sezóně 2015/16 probíhal od 28. listopadu do 6. prosince 2015 ve švédském Östersundu. Na programu podniku byly vytrvalostní závody, závody ve sprintech, stíhací závody, smíšená štafeta a smíšený závod dvojic.

## Program závodů
Oficiální program:
| Datum         | Disciplína                | Začátek (SEČ) | Počet závodníků |
| ------------- | ------------------------- | ------------- | --------------- |
| 29. listopadu | Smíšený závod dvojic      | 13:45         | 26 týmů         |
| 29. listopadu | Smíšená štafeta           | 15:30         | 23 týmů         |
| 2. prosince   | Vytrvalostní závod (muži) | 17:15         | 104             |
| 3. prosince   | Vytrvalostní závod (ženy) | 17:15         | 102             |
| 5. prosince   | Sprint (muži)             | 12:30         | 105             |
| 5. prosince   | Sprint (ženy)             | 15:30         | 101             |
| 6. prosince   | Stíhací závod (muži)      | 11:00         | 60              |
| 6. prosince   | Stíhací závod (ženy)      | 13:30         | 59              |

## Průběh závodů

### Závod smíšených dvojic
Celkově 39. ročník světového poháru začal štafetou smíšených dvojic. Závod se opět běžel ve stejný den jako následující smíšené štafety: proto v každém z těchto závodů startovali jiní reprezentanti a většina nejsilnějších týmů nenasadila do štafety smíšených dvojic své nejlepší závodníky. Zvítězili Norové Lars Helge Birkeland s Kaiou Nicolaisenovou. Druzí skončili nečekaně Kanaďané, když jejich závodník Nathan Smith v předposledním kole ještě vedl. Po poslední střelbě se sice dostal až za Nory a Daniela Böhma z Německa; toho ale před cílem dokázal předjet.
Českým reprezentantům se stejně jako ve stejném závodu v únoru v Novém Městě na Moravě nedařilo. Eva Puskarčíková a Michal Krčmář museli celkem 13× dobíjet a jednou absolvovat trestné kolo. Protože navíc neběželi nejrychleji, udržovali se v průběžném pořadí stále ve druhé desítce závodníků a skončili opět na 13. místě. Ještě hůře zvládli závod Francouzi, když Simon Fourcade při své druhé střelbě nepoužil náhradní náboj a navíc neabsolvoval trestné kolo. Dojel sice do cíle první, ale po penalizaci 4 minut skončila jejich dvojice na 22. místě.

### Smíšená štafeta
Neúspěch v předchozím závodu si čeští reprezentanti vynahradili v následující klasické smíšené štafetě. Veronika Vítková při první střelbě sice využila všechny tři náhradní náboje a odjížděla až 16., rychlým během a přesnou druhou střelbou se však dotáhla na čelo závodu a předávala na 7. místě se ztrátou jen 7 sekund. Gabriela Soukalová se ihned za předávkou dostala díky pádům několika závodnic na 4. místo. Po bezchybné střelbě vleže byla dokonce první a toto místo si udržela i po položce vstoje, kdy sice chybovala, ale lépe se nevedlo ani jejím nejbližším soupeřkám. V průběhu posledního kola jí sice předjela Norka Tiril Eckhoffová, ale Soukalová předávala Michalu Šlesingrovi se ztrátou jen několik desetin sekundy. Tomu se zpočátku dařilo držet favorizovaného Nora Johannese Bø, ale díky celkem 3 chybám na střelnici se ztráta českého závodníka zvyšovala a dostal se před něj i Němec Benedikt Doll. Ondřej Moravec přebíral do posledního úseku 26 s za vedoucím Tarjei Bø. Protože běžecky trochu ztrácel a s třemi nezasaženými terči i hůře střílel, zůstával na 3. místě a odstup od soupeřů se zvětšoval. Avšak ani soupeři za ním nesestříleli lépe a proto přivezl nakonec českou štafetu se solidním náskokem na bronzové pozici. Trenér Ondřej Rybář výkon českých reprezentantů ocenil, byl však nespokojen s velkým množstvím netrefených terčů. V závodě zvítězili Norové s náskokem více než půl minuty před Německem.

### Vytrvalostní závody
Závod mužů na 20 km skončil nečekaným úspěchem fenomenálního Nora Ole Einara Bjørndalena. Úspěch založil na čisté střelbě: poslední dvě střely v čtvrté položce dlouho odkládal, ale nakonec je zvládl. S přispěním velmi dobrého běhu tak o 27 sekund porazil Němce Simona Schempa, který jednou střelecky chyboval. Třetí skončil také bezchybně střílející Rus Alexej Volkov, kterému však ke konci závodu docházely síly. Ve svých 41 letech tak Bjørndalen dosáhl na již 95. vítězství v závodech světového poháru. Čeští reprezentanti naopak tento první individuální závod sezony nezvládli a trenér Rybář jej označil jako nejhorší za poslední dobu. Všichni čeští závodníci udělali aspoň tři střelecké chyby, pomalu stříleli a většinou i pomalu běželi. Nejlepší Jaroslav Soukup skončil na 28. místě se ztrátou téměř 4 minuty na vítěze.
Podmínky při závodě žen byly lepší než u mužů a toho také využily české reprezentantky. První vyběhla Gabriela Soukalová, která první dvě položky zastřílela čistě, i když desátou ránu dlouho odkládala. Když neudělala chybu ani při třetí střelbě, dostala se i do průběžného vedení. Poslední ranou sice minula terč, ale díky celkově rychlému běhu dojela do cíle na prvním místě a tuto pozici si dlouho udržovala. Předstihla ji až Francouzka Marie Dorinová Habertová, která sice udělala celkem 2 chyby, ale běžela ze všech závodnic nejrychleji. Poté se však nečekaně objevila čistě střílející Italka Dorothea Wiererová, která po poslední střelbě předstihla i Francouzku a získala tak své první vítězství v závodě světového poháru. Soukalová skončila nakonec pátá, když ji předstihla Norka Tiril Eckhoffová a s vysokým startovním číslem 84 i Ukrajinka Olena Pidhrušná, která tak získala bronzovou medaili. Také Veronika Vítkové byla úspěšná: při první a třetí střelbě sice udělala po jedné chybě, ale dobře běžela a po dojetí do cíle se držela se na průběžném 3. místě. Nakonec skončila sedmá. Závod se nevydařil favorizované Fince Kaise Mäkäräinenové, která udělala na střelnici celkem 5 chyb a dojela až na 24. místě.

### Sprinty
Závod mužů zásadně ovlivnilo počasí: zatímco při nástřelu se vítr utišil, během závodu zesílil. Největší problémy působil při střelbě vstoje, kdy neobvykle mnoho závodníků odkládalo své rány a čekalo na příznivější povětrnostní podmínky. Jevgenij Garaničev strávil střelbou vstoje přes dvě minuty (běžně závodníci na to běžně potřebují kolem 30 sekund). Martin Fourcade udělal dvě střelecké chyby, ale běžel výrazně rychleji než ostatní závodníci, takže zvítězil s velkým náskokem 52 sekund před Němcem Arndem Peifferem a Norem Ole Einar Bjørndalenem. Jediným čistě střílejícím závodníkem byl s vysokým startovním číslem 99 téměř neznámý Kanaďan Macx Davies, který díky tomu skončil desátý, což bylo jeho nejlepší umístění v světovém poháru. Zaujal také domácí Jesper Nelin, který ve svém prvním biatlonovém závodě v životě (před tím závodil v klasickém lyžování) skončil 16. Z českých reprezentantů udělal nejméně chyb na střelnici Michal Krčmář, který se dvěma nepřesnými zásahy a rychlým během dosáhl na 13. místo, svoje dosud nejlepší umístění. Opět se nedařilo Ondřeji Moravcovi, který se po bezchybné střelbě vleže udržoval na předních pozicích, ale po třech chybách vstoje dojel až čtyřicátý.
Při závodě žen se vítr utišil, čehož využila italská reprezentantka Federica Sanfilippová, která se s dvěma čistými střelbami dlouho držela na prvním místě v cíli. Ještě lépe si však počínala Gabriela Soukalová, která rychle běžela a po druhé bezchybné střelbě se dostala do průběžného vedení. Začátkem posledního kola jí začaly docházet síly, ale dokázal ještě přidat a v cíli se dostala na první místo s náskokem 15 sekund před Italkou. Soukalovou mohla předstihnout ještě jedna z posledních startujících, Francouzka Marie Dorinová Habertová, která první položku zastřílela čistě a běžela o několik sekund rychleji. Když však při střelbě vstoje udělala dvě chyby, bylo vítězství Gabriely Soukalové jisté: česká reprezentantka se tím dostala do průběžného vedení světového poháru. Ostatní Češky také rychle běžely – trenér Zdeněk Vítek za to pochválil servisní tým – ale horší střelbou se připravily o lepší umístění; nejlepší z nich skončila Veronika Vítková na 14. místě.

### Stíhací závody
Při závodě mužů vál jen slabý vítr, čehož využil Martin Fourcade, který startoval s velkým náskokem před ostatními. Udělal sice celkem tři chyby na střelnici, ale rychle běžel, takže si stále udržoval jistý náskok před ostatními. V posledním kole si dovolil plácnout s členy francouzského realizačního týme nebo krátce zapózovat před automobilem s číslem 1. Z českých reprezentantů se výsledkovou listinou posunul nahoru nejvíce Ondřej Moravec, který oproti dosavadním závodům velmi dobře střílel a s jedinou chybou se ze 40. místa na startu dostal na 19. místo v cíli. Ostatním se ve střelbě příliš nedařilo: Michal Krčmář, který v první polovině závodu i díky čisté střelbě vleže zlepšoval svoji 13. pozici ze startu, netrefil vstoje tři terče a propadl se na 24. místo v cíli.
Do závodu žen startovala jako vítězka sprintu první Gabriela Soukalová. V běhu sice trochu ztrácela a z prvních 10 ran udělala jednu chybu; přesto se stále se udržovala na čele. Teprve když ve třetí sérii nezasáhla další terč, posunula se na čtvrté místo. Poslední položku odstřílela čistě a dostala se opět na medailové pozice, ale brzy jí předjela Finka Kaisa Mäkäräinenová. Ta do posledního kola vyjela sice z pátého místa, ale neuvěřitelně rychlým během předjížděla jednu soupeřku za druhou. Půl kilometru před cílem se dostala i před Italku Dorotheu Wiererovou a poprvé v tomto ročníku světového poháru zvítězila. Soukalové sice v závěru došly síly, ale i tak bojovala do posledních metrů s Francouzkou Marií Dorinovou Habertovou. Nakonec jí podlehla o 0,3 sekundy a skončila pátá. Přesto si udržela žluté startovní číslo jako průběžně vedoucí závodnice světového poháru. Dařilo se i dalším českým závodnicím: Veronika Vítková udělal na střelnici jen jednu chybu a v cíli se dostala na osmé místo. Ještě větší posun se podařil Evě Puskarčíkové, která se i se dvěma chybami při střelbě vstoje posunula z 43. místa na startu na 22. v cíli.

## Pořadí zemí
| Pořadí | Země     | 1. místo | 2. místo | 3. místo | Celkově |
| ------ | -------- | -------- | -------- | -------- | ------- |
| 1.     | Norsko   | 3        | 0        | 1        | 4       |
| 2.     | Francie  | 2        | 1        | 1        | 4       |
| 3.     | Itálie   | 1        | 2        | 0        | 3       |
| 4.     | Česko    | 1        | 0        | 1        | 2       |
| 5.     | Finsko   | 1        | 0        | 0        | 1       |
| 6.     | Německo  | 0        | 4        | 2        | 6       |
| 7.     | Kanada   | 0        | 1        | 0        | 1       |
| 8.     | Ukrajina | 0        | 0        | 2        | 2       |
| 9.     | Rusko    | 0        | 0        | 1        | 1       |
|        | Celkem   | 8        | 8        | 8        | 24      |

## Umístění na stupních vítězů

### Muži
| Disciplína                 | První místo          | Výkon   | Druhé místo   | Výkon   | Třetí místo            | Výkon   |
| Vytrvalostní závod (20 km) | Ole Einar Bjørndalen | 50:14,5 | Simon Schempp | 50:41,6 | Alexej Volkov          | 50:52,7 |
| Sprint (10 km)             | Martin Fourcade      | 24:02,0 | Arnd Peiffer  | 24:53,6 | Ole Einar Bjørndalen   | 24:57,2 |
| Stíhací závod (12,5 km)    | Martin Fourcade      | 31:22,4 | Arnd Peiffer  | 31:57,5 | Quentin Fillon Maillet | 32:17,6 |

### Ženy
| Disciplína                 | První místo         | Výkon   | Druhé místo              | Výkon   | Třetí místo             | Výkon   |
| Vytrvalostní závod (15 km) | Dorothea Wiererová  | 42:17,0 | Marie Dorinová Habertová | 42:31,1 | Olena Pidhrušná         | 42:54,8 |
| Sprint (7,5 km)            | Gabriela Soukalová  | 19:46,2 | Federica Sanfilippová    | 20:01,2 | Olena Pidhrušná         | 20:24,6 |
| Stíhací závod (10 km)      | Kaisa Mäkäräinenová | 30:45,1 | Dorothea Wiererová       | 30:47,0 | Franziska Hildebrandová | 30:48,4 |

### Smíšené štafety
| Disciplína                        | První místo                                                                       | Výkon     | Druhé místo                                                                 | Výkon     | Třetí místo                                                              | Výkon     |
| Smíšený závod dvojic (6 + 7,5 km) | Norsko Kaia Wøien Nicolaisenová Lars Helge Birkeland                              | 36:27,3   | Kanada Rosanna Crawfordová [Nathan Smith                                    | 36:39,2   | Německo Maren Hammerschmidtová Daniel Böhm                               | 36:40,5   |
| Smíšená štafeta (2x6 + 2x7,5 km)  | Norsko Fanny Hornová Birkelandová Tiril Eckhoffová Johannes Thingnes Bø Tarjei Bø | 1:11:42,6 | Německo Franziska Hildebrandová Vanessa Hinzová Benedikt Doll Simon Schempp | 1:12:16,2 | Česko Veronika Vítková Gabriela Soukalová Michal Šlesingr Ondřej Moravec | 1:12:54,1 |